# Togulykken på Storebæltsbroen 2019
Togulykken på Storebæltsbroen skete onsdag den 2. januar 2019 kort efter kl. 07:30 på Storebæltsforbindelsens vestbro mellem Sprogø og Fyn. Otte passagerer blev dræbt, og 18 blev kvæstet, da den forreste del af et lyntog på vej mod København med 134 personer ombord blev ramt af en løsrevet transporttrailer fra et modkørende godstog. Togulykken var den mest alvorlige i Danmark i 30 år.
Den pågældende morgen blæste det med vindstød af stormstyrke fra nord, og broen var lukket for biltrafik, men eksperter vurderede efterfølgende, at vindforholdene ikke i sig selv kunne have forårsaget ulykken. Havarikommissionenss foreløbige undersøgelser i dagene efter ulykken konstaterede en potentiel sikkerhedsbrist ved den type godsvogne, der anvendtes i det pågældende godstog, men det var ifølge Havarikommissionen for tidligt at konkludere, om dette havde forårsaget ulykken. Som følge af den potentielle sikkerhedsbrist forbød Trafik-, Bygge- og Boligstyrelsen den 8. januar 2019 øjeblikkeligt brug af sættevogne læsset på lommevogne gældende for hele jernbanenettet i Danmark. Samtidig skærpedes vilkårene for godstransport over Storebæltsbroen under særlige vejrmæssige forhold.
Den 11. januar 2019 meddelte DB Cargo, at man med omgående virkning havde suspenderet en af de stationsbetjente, der havde ansvaret for sikkerheden på godstoget, der var involveret i ulykken. I oktober 2019 blev den nu tidligere medarbejder idømt 20 dages betinget fængsel for at forvanske beviser i forbindelse med efterforskningen.
Havarikommissionens endelige rapport offentliggjordes i december 2019. Ifølge rapporten var der tre årsager til ulykken. For det første var sættevognstraileren på godstoget ikke låst fast, og derfor kunne den blæse af og ramme IC4-toget. For det andet var der ingen hastighedsrestriktioner for togtrafikken, selv om der blæste en stormende kuling direkte ind på lavbroen fra nord. Dog valgte lokomotivføreren i IC4-toget at sætte hastigheden ned, og toget kørte på tidspunktet for kollisionen 121 km/t i stedet for de tilladte 180 km/t, hvilket ifølge Havarikommissionen muligvis har reduceret antallet af omkomne. Godstoget kørte med 119 km/t og standsede først, da der manglede kørestrøm. For det tredje udløste sammenstødet en enorm energi. Ifølge rapporten var IC4-togets konstruktion dog med til at begrænse skaderne og muligvis også antallet af dræbte og kvæstede i ulykken.

## Ulykken

### Hændelsesforløb
Det første sæt i InterCityLyn 210, bestående af to IC4-togsæt på vej fra Aarhus (afgang kl. 5.19) til Københavns Lufthavn (planlagt ankomst kl. 9.04), blev ramt af en eller flere dele fra et modkørende godstog fra DB Cargo Scandinavia, umiddelbart efter lyntogets afgang fra Nyborg, hvilket resulterede i en kraftig opbremsning af lyntoget.
Ombord på lyntoget var 131 passagerer og tre medarbejdere.
Godstoget, G 9223, bestod af otte lommevogne lastet med gardintrailere hhv. veksellad med tomme ølkasser, der skulle transporteres mellem kombiterminalen i Høje Taastrup til Carlsbergs bryggeri i Fredericia.
I timerne efter ulykken var Storebæltsbroen spærret for al trafik. Togtrafikken mellem Fyn og Sjælland blev indstillet til kl. 10.00 det efterfølgende døgn. Passagerer på lyntoget, der ikke var dræbt eller kvæstede, blev transporteret i bus til et oprettet krisecenter i Nyborg, hvor de blev tilbudt krisehjælp.
I et interview publiceret i Berlingskes netavis dagen efter ulykken genfortalte lokomotivførerens bisidder, advokat Torben Koch, hvordan lokomotivføreren havde oplevet ulykken. Ifølge advokaten var lokomotivføreren allerede før kollisionen urolig for kørselsforholdene på Storebæltsforbindelsen.
"Han mærkede straks blæsten, den er voldsom, også mere voldsom end han brød sig om. Toget rystede. Han kunne se køreledningerne blafre, sådan opfattede han det. Han blev urolig og sænkede farten til måske – det er hans vurdering – 100-120 kilometer i timen på en strækning, hvor hastigheden normalt er 180 kilometer i timen".
Der gik ikke lang tid efter, før lokoføreren så det modkørende tog. Derefter så han gnisterne.
"Gnister fra køreledningerne er ikke usædvanligt. Men de her gnister var længere nede. Gnisterne kom fra skinnerne, og lokomotivføreren vidste derfor, at der var noget galt. Fra førerhuset så han nu, hvordan noget stort hang ud fra godstogets anden vogn på vej i modsatte retning. Og et splitsekund efter hørte han braget".
Ifølge Torben Koch var det lokomotivførerens fornemmelse, at trykket – som opstod, da IC4-toget mødte godstoget – fik traileren til at rive sig fri.

### Materiel
Lyntoget bestod af IC4-togsæt nr. 61 forrest og togsæt 82 bagest. Togsæt 61 var leveret til DSB den 11. august 2011 og sat i drift i januar 2013. Forreste vogn – der blev hårdest ramt ved ulykken – var MG 5861, som var indrettet med førerrum, to kupéer med stillezone med henholdsvis 16 og 8 siddepladser, toilet, vestibule med tre klapsæder og en kupe med 32 siddepladser i såvel flyopstilling som vis-a-vis.
Godstoget bestod af et ellokomotiv af typen Bombardier BR 185 leveret til DB Cargo Scandinavia i en serie på 21 i perioden fra 2007-2009 og otte godsvogne til transport af lastbiltrailere og veksellad.

### Aktører
Fyns Politi håndterede krise- og opklaringsarbejdet, mens Sund & Bælt og Banedanmark var ansvarlige for adgangen til broen på tidspunktet for ulykken. Havarikommissionen for Civil Luftfart og Jernbane var ansvarlig for at finde årsagen til ulykken. De døde og tilskadekomne blev bragt til Odense Universitetshospital. I løbet af formiddagen på ulykkesdagen blev det meddelt på DR1, at National Operativ Stab (NOST) var trådt sammen. Såvel infrastrukturforvalteren som de to involverede jernbaneoperatører bidrog til opklaringsarbejdet ligesom den i ulykken involverede godsvogns tyske ejer, VTG, og det tyske værksted SEMA, der havde vognen til revision i 2013.

## Konsekvenser
I første omgang, under en halv time efter ulykkens indtræffen, meddelte DSB til DR Nyheder, at otte personer var kommet lettere til skade af den hårde opbremsning. Senere på dagen kom det frem, at seks personer var dræbt som følge af den voldsomme ulykke. Dette tal blev opjusteret dagen derpå, den 3. januar, på et nyt pressemøde, hvor det endelige antal dræbte var otte. Politiet henviste til, at toget havde været svært tilgængeligt grundet den massive ødelæggelse, og at man derfor først fandt yderligere to lig i løbet af natten til den 3. januar. De fleste af de omkomne befandt sig til venstre i togets forreste del, der blev hårdest ramt. På grund af nogle af de afdødes meget voldsomme læsioner anvendte retsmedicinerne DNA og tandkort for at foretage en endelig identifikation.
Politiet udstedte senere på dagen for ulykken bøder til 40 bilister, der tog billeder af ulykkesstedet, da de passerede på broen, efter den var genåbnet. På Twitter meldte Fyns Politi om, at det var "ulovligt for bilføreren og uetisk i øvrigt at filme det forulykkede tog".
DB Cargo, der frem til ulykken 30 gange om ugen transporterede de over 550 ton tunge godstog med ølkasser over Storebæltsbroen, besluttede at indstille kørslen med denne type transporttog i Danmark, mens årsagen til ulykken undersøges. Den 11. januar 2019 meddelte DB Cargo ifølge Berlingske, at man med omgående virkning havde suspenderet en af de stationsbetjente, der havde ansvaret for sikkerheden på godstoget, der var involveret i ulykken. Ifølge godsvirksomheden havde stationsbetjenten i strid med reglerne overstreget nogle afgørende oplysninger på godstogets vognliste. I oktober 2019 blev den nu tidligere medarbejder idømt 20 dages betinget fængsel for at forvanske beviser i forbindelse med efterforskningen af ulykken. Medarbejderen, der var tillidsmand for stationsbetjentene på terminalen i Høje Taastrup, valgte at slette et navn og en dato fra et dokument, som ledelsen havde bedt om at få udleveret umiddelbart efter ulykken.

### Omkomne
De otte dræbte var fem kvinder og tre mænd, alle voksne. Alle var danske statsborgere, og ingen var i familie med hinanden. Af de 16 tilskadekomne blev 14 let såret og to moderat såret. Ingen medarbejdere kom til skade.
Den 4. januar om morgenen – to døgn efter ulykken – oplyste politiet, at alle ofre var identificeret, og at de pårørende var underrettet. Myndighederne havde ikke sat navn på de omkomne, men flere af navnene kom i offentlighedens kendskab via private facebook-opslag og mere. Der var tale om:
- En 30-årig mand fra Aarhus
- En 60-årig kvinde fra Odense
- En 27-årig kvinde fra det centrale Fyn
- 28-årige Line Grønnemose Henriksen fra det østlige Fyn
- 59-årige Liss Rasmussen fra Storkøbenhavn
- 30-årige Kasper Brix Bærndt fra Nordjylland bosat i Grønland[21][22][23]
- 51-årige Bo Schjørmann Wadsager fra det nordlige Fyn
- 45-årige Linda Jørgensen fra Odense

### Lovgivning
Den 8. januar 2019 forbød Trafik- Bygge og Boligstyrelsen kørsel på det danske jernbanenet med sættevogne læsset på lommevogne, dvs. den type godsvogn, der var involveret i ulykken. Forbuddet gjaldt, til de virksomheder, der fragtede gods, havde opfyldt en række betingelser.
Forbuddet mødte dog kritik idet transport af denne type står for omkring 40% af den danske godstransport, og alt dette i stedet skal transporteres af lastbiler på vejene, hvilket kan skabe øget belastning af miljøet og vejnettet. Ifølge chefrådgiveren Michael Henriques fra ingeniørvirksomheden MOE-Tetraplan kan det ligeledes "være en sten i skoen for EU" idet transportmetoden er "økonomisk lukrativ, og fordi den har nogle andre kvaliteter – særligt over lange stræk – og så er den fuldstændig på linje med den politik, man fører i EU, hvor man meget gerne ser, at man flytter godstransport væk fra vejen og hen på baner og sø."
Forbuddet blev indført, efter at styrelsen overværede en test, der viste risiko for, at sættevognen ikke låses sikkert fast, når den læsses på en lommevogn. Testen fandt sted 7. januar 2019 og blev udført af Havarikommissionen.
Samtidigt ændrede Trafikstyrelsen retningslinjerne for, hvornår og hvor hurtigt godstog må køre over Storebælt, når det stormer. Ved stiv kuling og tværvind skal godstransport med vindfølsomme køretøjer nedsætte farten til 80 kilometer i timen. Ved stormende kuling og tværvind forbydes godstransport med vindfølsomme køretøjer. Ved storm forbydes al godstransport.

## Reaktioner
Ulykken var genstand for en massiv mediedækning af såvel nationale som internationale medier. Flere højtstående personer udtrykte deres medfølelse med ulykkens ofre og deres efterladte, heriblandt den danske statsminister, Lars Løkke Rasmussen, den svenske statsminister, Stefan Löfven og H.M. Dronning Margrethe, der på Kongehusets hjemmeside skrev:
| „ | Denne morgens forfærdelige togulykke på Storebæltsbroen berører mig dybt. Mine tanker og min dybeste medfølelse går til såvel de efterladte og deres familier som til de tilskadekomne. | “ |
|   | — H.M. Dronning Margrethe |   |

Lars Løkke Rasmussen skrev i en pressemeddelelse:
| „ | Morgenens tragiske ulykke på Storebæltsbroen med mange omkomne og sårede har rystet os alle sammen. Helt almindelige danskere på vej på arbejde eller hjem fra juleferie har fået slået deres liv i stykker. Det er dybt ulykkeligt. Mine tanker er hos ulykkens ofre og deres familier. | “ |
|   | — Statsminister Lars Løkke Rasmussen |   |

Også DSB's administrerende direktør Flemming Jensen og bestyrelsesformand Peter Schütze var berørte af ulykken, og kl. 14 dagen efter ulykken holdt DSB 1 minuts stilhed for de dræbte og øvrige tilskadekomne, der var ombord på toget. DSB flagede endvidere på halv.
| „ | DSB tager ulykken meget alvorligt, og vi er dybt berørte af, at der både er omkomne og flere tilskadekomne. DSB gør alt, hvad der er praktisk muligt for at bistå kunderne og deres pårørende, og det er det, DSB har fokus på i dag. Når vi kommer lidt på afstand af ulykken, så er det klart, at vi vil se ind i vores procedurer og håndteringen af både den konkrete ulykke og i forløbet efterfølgende. | “ |
|   | — Flemming Jensen (den 2. januar 2019) |   |

| „ | Jeg er dybt berørt over ulykken og vil gerne udtrykke min dybeste medfølelse til de efterladte, de tilskadekomne og alle andre, der har været involveret i gårsdagens hændelse. Jeg vil også gerne udtrykke min store taknemmelighed til de medarbejdere og det politi- og redningspersonale, der under stærkt traumatiserende forhold har ydet deres bidrag i kølvandet på ulykken. | “ |
|   | — Peter Schütze (den 3. januar 2019) |   |

Internationale reaktioner
Ulykken blev omtalt i verdenspressen af blandt andre VG, Aftenposten, Aftonbladet, Expressen, BBC, The Guardian, Le Monde, Le Monde, Bild, ABC News. og The New York Times,
- Sveriges statsminister Stefan Löfven skrev på sin officielle Twitter-profil: "Forfærdelig togulykke på Storebæltsbroen i Danmark som følge af stormen Alfrida. Vores tanker er hos de sårede og hos de dødes familier og slægtninge."[33]

- Norges statsminister Erna Solberg skrev på sin officielle Twitter-profil: "Min dybeste medfølelse til de etterlatte og alle som er ramt af den tragiske ulykke på Storebæltsbroen."[34]

- Formand for EU-Kommissionen Jean-Claude Juncker skrev på sin officielle Twitter-profil: På vegne af Europa Kommissionen vil jeg gerne udtrykke min dybeste kondolence til familie og venner til de omkomne[35]

## Årsagen
Allerede omkring middag på dagen for ulykken udtalte souschefen for Havarikommissionen, Bo Haaning, at IC4-toget ramte en lastbiltrailer, der var faldet af godstoget. Om den tomme trailer direkte forårsagede ulykken, eller blot var en del af ulykken, og hvorfor den rev sig løs, var fortsat uklart. Ifølge Bo Haaning ville man undersøge alle dele herunder den kongetap, som skal sikre, at traileren er låst fast til godsvognen. Lastbiltraileren er en stålkonstruktion med presenninger og kan laste over 30 ton.
Ulykken medførte to undersøgelser. Den ene undersøgelse var den sikkerhedsmæssige undersøgelse, som Havarikommissionen for Civil Luftfart og Jernbane forestod. Den anden undersøgelse stod politiet for. Først når Havarikommissionens arbejde var afsluttet, ville Fyns Politi tage stilling til, om der havde været tale om en hændelse, som skulle forfølges strafferetligt.
Politiet havde dykkere i vandet under Storebæltsbroen for at lede efter vragdele.
Den 7. januar 2019 udsendte Trafikstyrelsen en advarsel mod at anvende lommevogne ved transport af lastbiltrailere på baggrund af en orientering fra Havarikommissionen samme dag. Senere samme dag uddybede Havarikomissionen, at man i de foreløbige undersøgelser havde konstateret en potentiel sikkerhedsbrist på godsvognene, der transporterer lastbiltrailere.
| „ | Det, vi har konstateret, er, at når lastbiltrailere læsses på godsvogne af den pågældende type lommevogne – også selvom læsningen foregår efter de gældende regler – så viser vores undersøgelser, at trailerne i praksis risikerer ikke at være låst eller sikret. | “ |
|   | — Souschef i Havarikommissionen, Bo Haaning (7. januar 2019) |   |

Ifølge Bo Haaning var det dog for tidligt at konkludere, om den potentielle sikkerhedsbrist havde haft noget at gøre med ulykken på Storebælt.

## Havarirapport
I marts 2019 kom en foreløbig rapport fra Havarikommissionen. Den pegede på en kombination af kraftig vind og utilstrækkelig låsning med kongetappen som årsag til ulykken. For tre af togets lommevogne virkede låsemekanismen ikke tilstrækkeligt.
Den endelige rapport kom i december 2019. Ifølge rapporten var der tre årsager til ulykken. For det første var sættevognstraileren på godstoget ikke fastgjort til lommevognen, og derfor kunne den blæse af og ramme IC4-toget. For det andet var der ingen hastighedsrestriktioner for togtrafikken, selv om der blæste en stormende kuling direkte ind på lavbroen fra nord. Dog valgte lokomotivføreren i IC4-toget at sætte hastigheden ned, og toget kørte på tidspunktet for kollisionen 121 km/t, hvilket ifølge Havarikommissionen muligvis har reduceret antallet af omkomne. Godstoget kørte med 119 km/t og standsede først, da der manglede kørestrøm. For det tredje udløste sammenstødet en enorm energi. Ifølge rapporten var IC4-togets konstruktion dog med til at begrænse skaderne og muligvis også antallet af dræbte og kvæstede i ulykken.
Vedrørende fastgørelsen fastslår Havarikommissionens rapport, at fastgøringen af kongetappen i sadlen er det eneste fastgøringspunkt og derfor sikkerhedskritisk. Rapporten oplyser, at det var almindeligt kendt blandt brugerne, at den anvendte låsemekanisme i sadlen var upålidelig. Havarikommissionens rapport dokumenterer efter gennemgang af og forsøg med det involverede godstog kort efter ulykken, at 4 ud af 6 ikke virkede, således at skamlen kunne holde traileren fast. Nogle af skamlerne var i så dårlig stand, at låsemekanismen slet ikke kunne bevæge sig.
Citat: Der blev fundet yderligere 2 skamler, der ikke var låst på godstoget, der var involveret i ulykken. På disse placeringer var der læsset sættevognstrailere, der var mindst 3 gange tungere (og dermed mindre vindfølsomme) end den der væltede af godstoget. Undersøgelser af andre godstog viste, at der også her var skamler der ikke var låst. Problemet omkring ulåste skamler synes derfor at have været udbredt på ulykkestidspunktet.

## Lignende ulykker
Der har været flere ulykker, hvor last er faldet af jernbanevogne.
Den 16. juli 1993 blæste en varevogn med anhænger af biltoget på Hindenburgdæmningen ved Sild.
Den 3. september 2009 skete igen en ulykke på strækningen, hvor en lastvogn lastet med let isoleringsmateriale blæste af, og chaufføren døde.
For disse to ulykker var der dog ikke tale om en lommevogn.
I 2014 blev en bropille ved Hamborg ramt af en forskubbet sættevogn på et godstog.
En 25-fodscontainer blæste af en godsvog ved Finneid bro i Norge under uvejret Ylva i november 2017.
Tidligere den 21. juni 2006 havde Norge også haft et tilfælde med to sættevogne, der forskubbede sig på et godstog ved Ingedal Station.
Der skete materielle skader.
Årsagen var, at kongetappen ikke var låst korrekt i lommevognens skammel.
Storebæltsforbindelsen har også tidligere haft togulykker.
Den 5. juni 2006 udbrød der brand i et arbejdskøretøj, da det befandt sig i tunnelen. Tre mænd om bord flygtede via tværtunneler. Køretøjet udbrændte totalt.
Ulykken på Storebælt skete i 100-året for togulykken i Vigerslev, der er den værste jernbaneulykke i dansk historie.